# Кіноактор
Кіноактор, жін. кіноакторка — актор(-ка), людина, що професійно знімається в кіно. Участь у фільмуванні документальних та публіцистичних стрічках не означає, що людина, яку знімають, стає кіноактором (хоча можливі винятки). Найчастіше кіноактор грає роль, уособлюючи в собі образ іншої людини (персонажа).
Кіноактор зазвичай навчається в театрі, але з можливістю знатися в кіно стає кіноактором.

### 10 найприбутковіших акторів Голлівуду 2010 року
1. Шая ЛаБаф
2. Енн Гетевей
3. Деніел Редкліфф
4. Роберт Дауні-молодший
5. Кейт Бланшетт
6. Дженніфер Еністон
7. Меріл Стріп
8. Джонні Депп
9. Ніколас Кейдж
10. Сара Джессіка Паркер[1]